# The Right to Go Insane
The Right to Go Insane — второй сингл американской треш-метал-группы Megadeth с двенадцатого студийного альбома Endgame. Сингл выпущен 9 апреля 2010 года. На песню был снят видеоклип. Режиссёром выступил Билл Фишман, который также снял клип на предыдущий сингл Megadeth «Head Crusher».
Сингл попал на 34 строчку хит-парада Hot Mainstream Rock Tracks. Это первая песня Megadeth, которая попала в чарты за последние 5 лет.

## История
Съёмки клипа начались в феврале и проходили Саут-Эль-Монте, штат Калифорния. Позже, в апреле, было официально подтверждено, что это второй сингл с альбома.
«Я здесь на съёмках клипа [25 февраля, четверг] в Саут-Эль-Монте. Мы только что сделали съёмку из танка M60 Паттон, которая была фантастической, и копы здесь, так что это очень офигенные съёмки. Я не знаю, что будет дальше с этого момента, но мы пребываем в восхищении. Дэвид Эллефсон здесь; это первое видео нас как группы снова, и мы делаем "The Right to Go Insane"». (Дэйв Мастейн, 2010).

## Тематика лирики
Лирика посвящена людям, которые сходят с ума от финансовых проблем и стресса, вызванного постоянными перегрузками.

## Музыкальное видео

Альтернативная обложка к синглу

Видео «The Right To Go Insane» снято на основе событий 17 мая 1995 года, когда Шон Тимоти Нельсон, ветеран армии США и безработный сантехник, угнал танк M60 Паттон с оружейного склада Национальной гвардии США в Сан-Диего, и поехал на нём по улицам города, уничтожая автомобили, пожарные гидранты и уличные столбы, до тех пор, пока полицейские его не застрелили. В клипе показаны документальные кадры инцидента.
«The Right to Go Insane» является первым клипом Megadeth с басистом Дэвидом Эллефсоном со времен видео на песню «Moto Psycho» из альбома The World Needs A Hero 2001 года. В 2002 году Эллефсон покинул группу, и вернулся в начале 2010-го.
В клипе, снятом режиссёром Биллом Фишманом, показано, как Дэйв Мастейн пробирается на военный объект и, похитив танк, выезжает на улицу и начинает уничтожать уличное освещение, автомобили, и наносить различные повреждения другим объектам. Видеоматериалы из кабины показывают, как он поет и смеется, а кадры наблюдения вертолета изображают, как он все разрушает. В конце концов, танк зацепился за бордюр и застрял. Не в состоянии продолжать двигаться, он останавливается. В итоге люк танка вскрывают, и полицейские стреляют в «танкиста». Мастейн изображает Шона Нельсона на видео, и он исследует мотивы его действий в тот пресловутый день. Мотивом послужили смерть его родителей, уход жены, потеря работы, а также конфискация дома за долги.

## Участники
- Дэйв Мастейн — гитара, вокал
- Крис Бродерик — гитара, бэк-вокал
- Джеймс Ломенцо — бас-гитара
- Шон Дровер — ударные
- Соло —  Бродерик, Мастейн[22]
- Автор лирики и музыки — Мастейн[22]

## Позиции в чартах
| Год  | Сингл                    | Чарт                   | Позиция |
| ---- | ------------------------ | ---------------------- | ------- |
| 2010 | «The Right to Go Insane» | Mainstream Rock Tracks | 38      |